# Jack Bowen
Jack Bowen (Sídney, Australia, 30 de diciembre de 2003) es un jugador profesional australiano de rugby que se desempeña en la posición de apertura en New South Wales Waratahs, equipo perteneciente a la liga Súper Rugby.

## Carrera
En 2021, Bowen se unió al equipo Eastern Suburbs RFC (2021-2022), después pasó a New South Wales Waratahs, donde lleva jugando dos temporadas. También fue parte de la Selección juvenil de rugby de Australia.